# 阿菲克·法扎伊
阿菲克·法扎伊 （1994年9月29日—），是一名出生于马来西亚柔佛的足球运动员，场上司职后腰和中前卫。目前效力马来西亚足球超级联赛俱乐部柔佛DT，也代表马来西亚国家足球队。
阿菲克·法扎伊的哥哥伊凡·法扎伊也是足球运动员，目前也效力柔佛DT。

## 俱乐部生涯
早年阿菲克在柔佛U–19展开他的职业生涯。2014年阿菲克加入幼虎B，幼虎B队被马来西亚足总解散后就加入柔佛DT II。于2016年正式被提拔至柔佛DT一队。

## 國際賽生涯
2017年11月10日，在对阵朝鲜队的2019年亚洲杯资格赛中，阿菲克首次代表马来西亚成年队出场。阿菲克还代表马来西亚参加了2023年亚洲杯。

## 荣誉

### 柔佛DT
- 马来西亚超级足球联赛（3）：2017、2018、2019

- 马来西亚杯（2）：2017、2019

- 马来西亚慈善盾（2）：2019、2020